# Besòs
Il Besòs (nome in lingua catalana; in spagnolo: Besós) è un fiume della Catalogna, in Spagna. Nasce nella comarca del Vallès Oriental e sfocia dopo un corso di appena 53 km nel Mar Mediterraneo tra Barcellona e Sant Adrià de Besòs. Tutto il suo bacino imbrifero è situato in Catalogna.
Il Besòs deve la sua relativa fama per essere, assieme al Llobregat, uno dei due fiumi che lambiscono la città di Barcellona. Il fiume, che ha carattere torrentizio, nasce dall'unione dei torrenti Mogent e Congost e riceve durante il suo corso le acque dei fiumi tributari Tenes, Ripoll e Riera de Caldes. Durante il suo corso il Besòs attraversa i comuni di Aiguafreda, La Garriga, Les Franqueses del Vallès, Canovelles, Granollers, Montmeló, Mollet del Vallès, Montcada i Reixac, Santa Coloma de Gramenet, Sant Adrià de Besòs e Barcellona.
A causa del suo passaggio attraverso una zona densamente popolata e industrializzata, durante gli anni settanta e ottanta del secolo scorso il Besòs era tristemente famoso per essere il fiume più contaminato d'Europa. Dalla metà degli anni novanta le sue acque sono state depurate e oggi è al centro del Parc Fluvial del Besòs, inaugurato nel 2004.